# Nelson Martínez Rust
Monseñor Nelson Antonio Martínez Rust (Puerto Cabello, estado Carabobo, Venezuela, 10 de junio de 1944) es un obispo de la Iglesia Católica, 

## Biografía
Hijo de José Martínez Matos y Carmen Rust Meza de Martínez. Estudió primaria en el Colegio San José de La Salle (Puerto Cabello) y la secundaria en el Seminario Interdiocesano de Caracas (Caracas). Estudia filosofía en la Universidad Católica Andrés Bello y teología en el Seminario Mayor Interdiocesano de Caracas (Caracas). Obtiene la licenciatura en teología en la Pontificia Universidad Gregoriana (Roma). Es ordenado Sacerdote el 15 de diciembre de 1968 para el clero de Valencia (Venezuela) y nombrado Obispo Auxiliar de la Arquidiócesis de Valencia (Venezuela) y titular de Bararus el 25 de marzo de 1982. Electo como segundo Obispo de la Diócesis de San Felipe (Venezuela) el 29 de febrero de 1992, hasta el 11 de marzo de 2016 cuando es aceptada su renuncia.

## Sacerdote
- Párroco de «La Candelaria» (Valencia)
- Encargado de la vicaría de Puerto Cabello
- Rector del Seminario Diocesano «Ntra. Sra. del Socorro» (Valencia)

## Episcopado

### Obispo Auxiliar de Valencia en Venezuela
El 8 de enero de 1982, el Papa Juan Pablo II lo nombró Obispo Titular de Bararus y Obispo Auxiliar de la Arquidiócesis de Valencia en Venezuela.
Fue consagrado obispo el 25 de marzo, por el Excmo. Mons. Luis Eduardo Henríquez Jiménez, Arzobispo de Valencia en Venezuela, como consagrante principal, con el Emmo. Sr. Cardenal José Alí Lebrún Moratinos, Arzobispo de Caracas, y el Excmo. Mons. Feliciano González Ascanio, Obispo de Maracay.
Desempeñó los siguientes cargos:
- Encargado del Dicasterio para la Fe (Seccional Venezuela)
- Delegado al CELAM

### Obispo de San Felipe (Venezuela)
El 29 de febrero de 1992, el Papa Juan Pablo II lo nombró II Obispo de la Diócesis de San Felipe (Venezuela).

### Obispo Emérito de San Felipe (Venezuela)
El 11 de marzo de 2016, el Papa Francisco aceptó su renuncia, pasando a ser el Obispo Emérito de la Diócesis de San Felipe (Venezuela).

## Obras escritas
- «El Bautismo en el Concilio Vaticano II» (Tesis de grado)
- «La Gracia y su acción en los sacramentos»
- «Comentario teológico a la Sollicitudo Rei Socialis»
- «Homilías sacerdotales del Jueves Santo»
- «Ocho Estudios sobre diversos aspectos de la Teología»
- Cartas pastorales para la Iglesia Local de San Felipe
- Columna «Desde el Tejado»

## Idiomas
Español, italiano, francés, alemán, inglés.

## Predecesores y sucesores en los cargos
| Predecesor: Michael Agustine    | Obispo titular de Bararus 1982 - 1992                 | Sucesor: Zef Simoni                 |
| Predecesor:                     | Obispo auxiliar de Valencia 1982 - 1992               | Sucesor: Reinaldo del Prette Lissot |
| Predecesor: Tomás Márquez Gómez | II Obispo de la Diócesis de San Felipe 1992 - 2016    | Sucesor: Víctor Hugo Basabe         |
| Predecesor:                     | Obispo Emérito de la Diócesis de San Felipe 2016 -... | Sucesor:                            |

- Datos: Q1976926